# Escola Estadual Marechal Humberto de Alencar Castelo Branco
A Escola Estadual Marechal Humberto de Alencar Castelo Branco, ou simplesmente Castelo Branco, é uma escola pública da cidade de Uberaba, no estado de Minas Gerais. A instituição oferece os segmentos ensino fundamental II (6º ao 9º ano), na modalidade regular e integral, e  ensino médio integral (1º ao 3º EM) que oferece os cursos técnicos de automação industrial, energias renováveis e desenvolvimento de sistemas. 

## História da Escola

### Escola Normal de Uberaba, de 1881 a 1905
No final do século XIX, a população de Uberaba pedia pela implantação de uma escola para normalistas na cidade. O governo do estado de Minas Gerais atendeu o pedido, e, pela lei estadual n.º 2.783 de 22 de setembro de 1881, era criada a Escolla Normal Oficial de Uberaba. A Escola foi finalmente instalada em 15 de julho de 1882. A escola foi criada no intuito de preparar para o exercício do cargo de professor alunos de ambos os sexos. Na época, o diretor da escola era Joaquim José de Oliveira Pena(Senador Pena). A escola contava com algumas dezenas de alunos e nove professores. Sobreviveu à transição entre o Regime Monárquico e a República no Brasil. Entretanto, foi fechada em março de 1905, após 22 anos de atividade.

### A Segunda Escola Normal, de 1928 a 1938
A escola foi recriada em 18 de fevereiro de 1928, e instalada no prédio do Lyceu de Artes e Ofícios (atual SENAI), e já possuía centenas de alunos. Entretanto, em 15 de janeiro de 1938, durante a administração do Governador de Minas Gerais Benedito Valadares, a escola foi suprimida "por motivos de economia".

### A reinauguração em 1948
Os esforços em prol do retorno da única instituição normalista da cidade resultaram dez anos mais tarde, em 1948, durante a gestão do governador Milton Campos, e do prefeito Boulanger Pucci. As aulas recomeçam no dia 3 de junho. Em 31 de agosto é novamente fundada a Escola Normal e Ginásio Estadual de Uberaba, finalmente decretada no dia 26 de novembro pelo  governo estadual.
O novo prédio da instituição estava localizado à Rua Coronel Manoel Borges, n.º 35, no bairro Centro. A cerimônia de inauguração foi marcada pela presença do Secretário de Educação, o Doutor Abgar Renault.
Nesta época a escola foi dirigida pelo Professor Leôncio Ferreira do Amaral, um conceituado técnico em educação do estado de Minas Gerais.

### 1950: O novo prédio, projetado por Oscar Niemeyer
Até o final da década de 40, a escola crescia e o casarão antigo em que estava instalada já não mais comportava a grande quantidade de alunos.

No início da década de 50, a Escola sofreu risco de ser fechada devido à superlotação. O então governador Juscelino Kubitschek, em visita a cidade de Uberaba, conhece a Escola Normal e face à situação que presenciou naquele local e perante à solicitações do diretor e um grupo de alunas, determinou que fosse arrendado um terreno para a construção da nova sede.
Os moradores do bairro Estados Unidos manifestaram-se publicamente várias vezes (inclusive criando abaixo-assinados) pela construção da nova sede na confluência entre as ruas Padre Leandro, Padre Zeferino e XV de Novembro. Esta área arborizada de 6.800 m² foi comprada pelo governo estadual para a construção da sede. Ficou encarregado o arquiteto Oscar Niemeyer do projeto arquitetônico do prédio. A obra iniciava-se em 1952, mas acabara paralisada no ano seguinte, por falta de recursos. A planta seguia o projeto de várias outras escolas que haviam sido instaladas no país anteriormente.
Enquanto isto, os discentes e docentes da Escola continuavam a ter aulas no prédio antigo, que estava condenado, cientes do início iminente da obra. No ano de 1958, o telhado de algumas salas instaladas no fundo daquele prédio cedeu, quase atingindo um professor que por lá passava. A situação alarmante em que se encontrava a sede antiga exigiu medidas rápidas: o governador Bias Fortes ordenou a continuação imediata da construção poucos dias depois.
Houve, no entanto, uma fuga do projeto original. Dado o reinício das obras, a perda de contato com Niemeyer, engajado na obra de construção da cidade de Brasília, a necessidade de se terminar rapidamente as obras e o aumento rápido de alunos na Escola contribuíram para a decisão de não seguir o projeto original. Espaços do projeto original (anfiteatros e laboratórios) foram convertidos em salas de aula. Posteriormente, foram repartidos para outros usos. O segundo bloco do projeto, um grande auditório, foi deixado para trás. No seu lugar foi construído outro bloco de salas de aula e outras dependências. Os demais espaços da Escola foram posteriormente repartidos ou passaram a ter outras finalidades. O segundo pavilhão só seria realmente edificado e entregue na década de 70.

Finalmente, em 12 de março de 1959, a Escola se transferia para o novo prédio (ainda inacabado), situado à Rua Padre Leandro, n.º 121, Bairro Estados Unidos, onde está instalada até os dias atuais. O significado final do projeto, da forma com a qual ficou reconhecido baseia-se na ideia de
que a estrutura do primeiro pavilhão simboliza um quadro-negro; a rampa
que dá acesso ao segundo pavimento, representando um apagador. A cobertura de carros,
na entrada da escola, um mata-borrão; e a caixa d'água, aos fundos da
escola, um giz (apesar de ela ter sido construída décadas depois).
O Professor Leôncio fora destacado, em 1958, à dirigir o Instituto de Educação de Minas Gerais, sediado em Belo Horizonte. Em seu lugar assume o Dr. Paulo Pontes. Em 1 de maio de 1959, a população uberabense quis homenagear o ex-diretor pela expansão da instituição e seu método de educação, acrescendo ao nome da escola, o seu nome: Escola Normal Oficial Professor Leôncio Ferreira do Amaral. No ano seguinte e a seu pedido, a Secretaria de Educação a exoneração do cargo de diretor do IEMG, voltando a fazer suas funções antigas como diretor da Escola Normal.

### Década de 1960: O afastamento do diretor
O Professor Leôncio teve sua identidade abalada nesta década. Ele fora acusado de envolvimento na falsificação de diplomas, adulteração de notas, desvio de verbas da instituição e atentados ao pudor. A Secretaria de Educação do Estado de Minas Gerais afastou-o do seu cargo, o que o fez, além de perder o emprego e remuneração, também recebesse a humilhação da população uberabense. Alguns alunos e comunidade continuaram a visitá-lo e apoiá-lo no processo contra o estado. Delegados, juízes, padres e membros do exército saíram em sua defesa.
1968 traz mais uma alteração no nome da Escola: A portaria n.º 340, de 10 de outubro de 1968, eleva a instituição à Colégio Estadual Professor Leôncio Ferreira do Amaral.

### Década de 1970: O novo nome da escola
Em 12 de maio de 1970, o Professor Leôncio era demitido do cargo na direção da Escola, mesmo recorrendo de tal. No dia seguinte, nomeado no Diário Oficial de Minas Gerais, assumia a direção da escola o Professor José Thomaz da Silva Sobrinho. Somente em 1973, a justiça determinou que a acusação contra o diretor era falsa. O professor Leôncio fora ressarcido por danos morais, reintegrado nas suas funções e imediatamente aposentado por idade. Conjuntamente à mudança definitiva no Corpo Dirigente da Escola, seu nome também foi mudado: O decreto estadual n.º 12.866 mudava, em 31 de julho de 1970, o nome da escola para Colégio Estadual Marechal Humberto de Alencar Castelo Branco, em homenagem ao ex-presidente da república.
Em 1974, por ocasião da abolição da maioria dos colégios em Minas, o nome foi novamente alterado para Escola Estadual Marechal Humberto de Alencar Castelo Branco, vigente até os dias atuais.
Ainda no início da administração do Professor José Thomaz, foi desapropriada uma área de 1707 m², situado à Rua Padre Zeferino, s/n.º, para futuras ampliações da escola. A área hoje compreende um grande ginásio, quadras esportivas, vestiários e local de armazenamento de itens para Educação Física.

### Décadas de 1980 e 1990
Após 13 anos na direção do colégio, o Professor José Thomaz da Silva Sobrinho deixava o cargo, e dava o lugar, em 30 de maio de 1983, ao Professor Raimundo Edmundo de Freitas.
Em 1988 a Escola comemorava seu 40.º Aniversário da reinauguração. No dia 12 de dezembro, era feita mais uma mudança na direção da escola. O diretor agora era o Professor Ademar Agrelli, vice há quase duas décadas. Em sua administração, a Escola Castelo Branco viveu seu melhor momento.
Em 31 de dezembro de 1991 Ademar se aposentava. Em seu lugar assumiu, em 4 de janeiro de 1992, a professora Mariana Agrelli.
Em 9 de agosto de 1993 assumia o Professor Paulo Lemos de Oliveira. Durante sua administração, foram inaugurados, no segundo pavilhão da Escola, um Anfiteatro, com grande espaço para apresentações teatrais e palestras, e o Laboratório de Ciências da Escola.
Em 11 de julho de 1997 assumia a direção a Professora Lívia Beatriz da Silva Oliveira. Em agosto de 1998, a Escola comemorava os 50 anos da reinauguração.

### Década de 2000
Em 6 de abril de 2004 assumia à direção a Professora Maria de Lourdes Leandro Rocha, conhecida como 'Lurdinha'. Ela permaneceu no cargo por oito anos, até 2012.
Em 2008, por ocasião das Eleições municipais, o Grêmio Estudantil resolveu convidar os candidatos para fazerem entrevistas na escola. O projeto terminou em confusão, visto o não comparecimento do candidato à reeleição Anderson Adauto, que havia confirmado presença. Em seu lugar, foi o vice-prefeito, Paulo Mesquita. O político foi vaiado pelos alunos da escola e a imagem do candidato foi denegrida pela falta de compromisso.
No mesmo ano, houve a publicação da segunda versão do jornal da Escola: o Tecendo a Palavra, desta vez anual, diferentemente do antigo O Estadual, é feito em colaboração com professores de Português, professores do Uso da Biblioteca e outros docentes das demais áreas, incluindo a Equipe Dirigente da escola. O jornal tem como intenção mostrar todas as atividades e projetos desenvolvidos pelos professores e alunos durante o ano letivo.

### Década de 2010
Em 2011 a escola fecha em 2.º Lugar do ENEM entre todas as escolas públicas de Uberaba.
Em 21 de janeiro de 2012, assume a direção da Escola a professora Adriana Cristina Fernandes Vaz Lemos Armada, eleita pela maioria dos votos na eleição do ano anterior.
Em 2013, os alunos Julia Campos e Nícolas de Oliveira foram vencedores nacionais do concurso Cientista por um Dia, da NASA.
Nos dias atuais, a escola tem bom desempenho, regularmente tendo seus alunos ganhado provas, olimpíadas de raciocínio lógico, como a OBMEP, etc.
No final de 2013, a então diretora Adriana Cristina Armada deixa o cargo, e a escola fica provisoriamente sob direção do então vice-diretor José Augusto da Silva Queiroz, que é finalmente nomeado no cargo em 24 de março.
No ano de 2015 a escola contava com 934 alunos matriculados.